# 維赫利亞
50°39′44″N 28°50′40″E / 50.66222°N 28.84444°E
維赫利亞（烏克蘭語：Вихля）是烏克蘭北部的村莊，隸屬日托米爾州的日托米爾區。該村面積0.47平方公里，海拔高度185米，2001年人口83，人口密度每平方公里177.35人。